# Dark Horse Comics
Dark Horse är ett amerikanskt serieförlag grundat av Mike Richardson, och första publikationen utgavs 1986. Förlaget är ett av de större alternativa förlagen och var tidigt ute med att låta upphovsmännen behålla rättigheterna till sina serier. Stora delar av förlagets inkomster kommer från serieversioner av filmer såsom "Star Wars", "Alien" och "Terminator", men man har även haft en betydande mangautgivning.

## Utgivna serier (i urval)
- 300
- Alien
- Conan
- Digimon
- Groo
- Hellboy
- Indiana Jones
- Sin City
- Star Wars
- Tarzan
- Usagi Yojimbo
- Buffy och vampyrerna
- Angel - After the fall

## Betydelsefulla serieskapare och förlagsmänniskor (i urval)
- Mike Mignola
- Frank Miller
- Mike Richardson